# Afonso, Conde de Caserta
Afonso de Bourbon-Duas Sicílias (em italiano:  Alfonso Maria Giuseppe Alberto di Borbone-Due Sicilie; Caserta, 28 de março de 1841 – Cannes, 26 de maio de 1934), foi um Príncipe das Duas Sicílias e Conde de Caserta, terceiro filho do rei Fernando II das Duas Sicílias, e de sua segunda esposa, a arquiduquesa Maria Teresa da Áustria. Após a morte de seu meio-irmão, Francisco II, último rei das Duas Sicílias, Afonso passou a chefiar a Casa Real das Duas Sicílias, e assim, pretedenter ao extinto trono do Reino das Duas Sicílias.

## Biografia

### Família

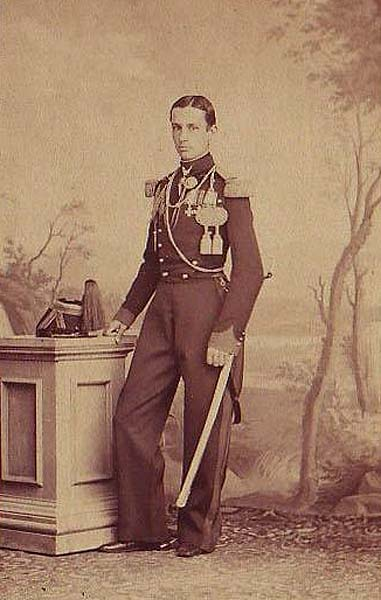
O príncipe Afonso quando jovem

Terceiro filho do rei Fernando II das Duas Sicílias e de sua segunda esposa, a arquiduquesa Maria Teresa da Áustria, Afonso nasceu como quarto na linha de sucessão ao trono do Reino das Duas Sicílias (precedido por seus irmãos Alberto, Conde de Castrogiovanni e Luís, Conde de Trani e por seu meio irmão Francisco, herdeiro presuntivo da coroa). Seus avós paternos foram o rei Francisco I das Duas Sicílias e a infanta Maria Isabel da Espanha; enquanto seus avós maternos foram o arquiduque Carlos, Duque de Teschen (herói austríaco, vencedor da Batalha de Aspern-Essling) e a princesa Henriqueta de Nassau-Weilburg. Diferente da mãe e das irmãs, o príncipe herdou o temperamento alegre e festivo do pai.
Em 1844, com a morte de seu irmão, o Conde de Castrogiovanni, Afonso passou a ser o terceiro na linha de sucessão. Em 22 de maio de 1859, Fernando II morre e Francisco II sobe ao trono. Como não tinha filhos, seu meio irmão Luís, Conde de Trani passa a ser seu herdeiro direto.

### Exílio e chefia da Casa Real
Durante a Expedição dos Mil, na batalha travada entre Cápua e Gaeta contra Giuseppe Garibaldi, Afonso combate na linha de frente ao lado de Francisco II e Luís. Entretanto, o exército capitula em 13 de fevereiro de 1861 e, no dia seguinte, às sete horas da manhã, a última família reinante das Duas Sicílias abandona a cidade sitiada de Gaeta e parte para o exílio em Roma.
Sob a proteção do papa Pio IX, a família passa a residir inicialmente no Palácio do Quirinal e, em seguida, no Palácio Farnese. Luís, o herdeiro presuntivo de Francisco II, morre em 8 de junho de 1886, deixando como única herdeira sua filha Maria Teresa. Porém, com a vigência da lei sálica, a princesa foi excluída da sucessão e Afonso passou a ser o primeiro na linha de sucessão ao trono extinto. 
Com a morte de Francisco II, em 27 de dezembro de 1894, o Conde de Caserta torna-se Chefe da Casa Real de Bourbon-Duas Sicílias e pretendente ao trono. Os legitimistas o proclamam rei, como Sua Majestade Afonso I, Rei das Duas Sicílias.

### Casamento
Afonso casou-se em 8 de junho de 1868 com sua prima, a princesa Maria Antonieta de Bourbon-Duas Sicílias, filha do príncipe Francisco, Conde de Trápani (irmão mais novo de Fernando II) e da princesa Maria Isabel de Áustria-Toscana. A linha que hoje chefia a Casa Real das Duas Sicílias descende deles. O casal teve doze filhos.

### Morte
Afonso morreu em Cannes, em 26 de maio de 1934, aos 93 anos de idade. Seu corpo foi sepultado no Cimetière du Grand Jas, em Cannes.

## Descendência
| Imagem | Nome               | Nascimento              | Morte                  | Notas |
| ------ | ------------------ | ----------------------- | ---------------------- | --- |
|        | Fernando Pio       | 25 de julho de 1869     | 7 de janeiro de 1960   | Duque de Calábria, sucedeu seu pai como pretendente ao trono do Reino das Duas Sicílias e chefe da Casa de Bourbon-Duas Sicílias. Casou-se com a princesa Maria Luísa Teresa da Baviera, filha do rei Luís III da Baviera, com descendência. |
|        | Carlos             | 10 de novembro de 1870  | 11 de novembro de 1949 | casou-se por duas vezes a primeira com a infanta Mercedes da Espanha, Princesa das Astúrias filha mais velha do rei Afonso XII da Espanha, com descendência, e pela segunda vez com a princesa Luísa de Orléans, com descendência.           |
|        | Francisco de Paula | 14 de julho de 1873     | 26 de junho de 1876    | Morreu na infância. |
|        | Maria Imaculada    | 30 de outubro de 1874   | 28 de novembro de 1947 | Casou-se com o príncipe João Jorge da Saxónia, filho do rei Jorge I da Saxônia, sem descendência. |
|        | Maria Cristina     | 10 de abril de 1877     | 4 de outubro de 1947   | Casou-se com o arquiduque Pedro Fernando da Áustria-Troscana, filho do Grão-Duque Fernando IV da Toscana e da princesa Alice de Bourbon-Parma, com descendência.                                                                             |
|        | Maria Pia          | 12 de agosto de 1878    | 20 de junho de 1973    | Casou-se com o príncipe Luís Maria do Brasil, filho de Isabel de Bragança, Princesa Imperial do Brasil, com descendência. |
|        | Maria Josefina     | 25 de fevereiro de 1880 | 22 de julho de 1971    | Não se casou. |
|        | Januário           | 24 de janeiro de 1882   | 11 de abril de 1944    | Casou-se morganaticamente com Beatriz Bordessa, depois feita condessa de Villa Calli, sem descendência. |
|        | Raniero            | 3 de dezembro de 1883   | 13 de janeiro de 1973  | Duque de Castro, casou-se com sua prima, a condessa Maria Carolina Zamoyska, com descendência. |
|        | Filipe             | 10 de dezembro de 1885  | 9 de março de 1949     | Casou-se por duas vezes, na primeiras com a princesa Maria Luísa de Orléans, se divorciaram em 1925, com descendência. E na segunda vez com Odette Labori, sem descendência.                                                                 |
|        | Francisco de Assis | 13 de janeiro de 1888   | 26 de março de 1914    | Não se casou. |
|        | Gabriel            | 11 de janeiro de 1897   | 22 de outubro de 1975  | Casou-se por duas vezes, pela primeiras com a princesa Malgorzata Czartoryska, com descendência. E na segundas vez com a princesa Cecilia Lubomirska, com descendência.                                                                      |